# فانني
فانني (بالفرنسية: Vanne)‏ هي بلدية فرنسية تقع في إقليم سون العليا في منطقة بورغوني-فرانش كومته في Canton of Dampierre-sur-Salon. يقدر عدد سكانها بـ 113 نسمة ومساحتها 9.72 كم2 .